# Gdana
Gdana (franska: Gdana (CR), Gdana (Commune Rurale), arabiska: بني ياكرين) är en kommun i Marocko.   Den ligger i provinsen Settat och regionen Casablanca-Settat, i den norra delen av landet, 160 km sydväst om huvudstaden Rabat. Antalet invånare är 9 312.